# Ars Electronica
Ars Electronica Linz GmbH és un institut cultural, educatiu i científic austríac actiu en el camp de l'art dels nous mitjans, fundat a Linz el 1979. Té la seu a l'Ars Electronica Center (AEC), que alberga el Museu del Futur, a la ciutat de Linz. Les activitats d'Ars Electronica se centren en les interrelacions entre l'art, la tecnologia i la societat. Dirigeix un festival anual, i gestiona un centre multidisciplinari d'I+D d'arts mediàtiques conegut com a Futurelab. També atorga els premis Prix Ars Electronica.

## Història
Ars Electronica va començar amb el seu primer festival el setembre de 1979. Els seus fundadors van ser Hannes Leopoldseder, Hubert Bognermayr, Herbert W. Franke i Ulrich Rützel. El festival es va celebrar inicialment de manera biennal i, des de 1986, de manera anual. El Prix Ars Electronica es va inaugurar en 1987 i s'ha concedit cada any des de llavors. Ars Electronica Linz GmbH es va constituir com a societat anònima en 1995. El Centre Ars Electronica, juntament amb el Futurelab, es va inaugurar en 1996, i va ser remodelat en 2009.
El finançament és a càrrec de la ciutat de Linz, la província d'Alta Àustria i la República d'Àustria, a més de socis privats. En 2014 l'organització està encapçalada pel director artístic Gerfried Stocker i el director financer Diethard Schwarzmair

### Exposicions del museu
La part superior del AEC es diu "Sky Mitjana Loft", que s'utilitza principalment com a cafeteria o bar del museu. També pot ser llogat per a reunions o esdeveniments. El bar s'ha usat ocasionalment com a estudi per al noticiari de la branca local de la televisió nacional austríaca ORF. L'especialitat del "Sky Mitjana Loft" és la meravellosa vista sobre el pont dels Nibelungs i la plaça principal de Linz a l'altre costat del Danubi que funciona com a fons dels noticiaris.
El segon pis és també el pis on la gent pot interactuar amb les exhibicions. Hi ha Musicbottles que contenen diferents tipus de música o Pingpongplus que és un joc de ping-pong en un escriptori amb aigua virtual en la seva superfície.
En el primer pis hi ha exhibicions sobre el món que havia estat ocultat als nostres ulls. En els "Mons Ocults" diverses màquines estan traduint la veu i les paraules en símbols o colors virtuals i els articles de la vida diària poden ser moguts en una pantalla si es toquen.
El petit espai entre la primera i la planta baixa és una de les principals atraccions. El simulador de vol "Humphrey" utilitza ulleres de realitat virtual per a oferir als usuaris una visió simulada del vol i la persona que realitza el viatge està connectada a la computadora per mitjà de cables fixats per tot el cos. És possible volar pertot arreu i veure els moviments de les mans, els peus i el paisatge si el visitant aixeca el cap o mira cap avall.
L'entrada o l'anomenat "Login Gateway" del museu està en la planta baixa i porta al nouvingut directament al Telegarden on un robot està cuidant un pegat de flors. Cada entrada està proveïda d'un codi de barres que dona informació sobre l'hora en què el visitant va entrar al museu. Després de la visita, el bitllet pot ser introduït en un ordinador a prop de la sortida i dona informació estadística sobre les coses que van ocórrer en el món durant el temps d'estada en el AEC. La llista que s'imprimeix dona informació sobre quantes persones van morir o van néixer durant aquest temps o quants accidents han estat causats per conductors embriacs.
L'últim pis es diu "Realitat Virtual" i es troba en el soterrani de l'edifici. La cova és una altra atracció del museu. El cub de 3 metres de longitud lateral s'utilitza com a pantalla per a projectar el món virtual. Sempre hi ha grups d'uns 10 que se submergeixen en un món on les lleis físiques no tenen cap significat. A més, els espectacles en 3D fan l'efecte d'un entorn corporal.

## Museu 2009-actualitat
El nou Ars Electronica Center, dissenyat per Treusch architecture ZT GmbH, va obrir les portes el 2 de gener de 2009 després d'uns dos anys de construcció i un cost aproximat de 30 milions d'euros. Ara compta amb 3000 metres quadrats per a exposicions, 100m² per a recerca i desenvolupament, 400m² per a tallers i conferències, 650m² per a servei d'àpats i altres 1000m² d'espai públic per a diversos tipus d'esdeveniments, per exemple el Red Bull Upside Down el 12 de febrer de 2010.
El nou AEC consta de l'edifici original, una nova "torre bessona", la sala d'exposicions principal anomenada "Galeria Principal" i el nou espai per al Futurelab d'Ars Electronica. Tot l'edifici està cobert amb una pell de vidre de 5000 metres quadrats que consisteix en 1100 panells de vidre. Cada panell està equipat amb una barra de LED que li permet canviar de color. Per tant, tot l'edifici actua com una pantalla gegant. Els artistes poden crear les seves pròpies visualitzacions que es mostraran en diverses ocasions, especialment durant el Festival Ars Electronica.
El restaurant està situat en el tercer pis del nou edifici i es diu CUBUS, en referència a la forma cúbica de l'edifici.

### Exposicions del museu
Amb el nou edifici va arribar una nova orientació temàtica dins d'Ars Electronica. Les ciències de la vida, els desenvolupaments globals (per exemple, el canvi climàtic, el creixement de la població, la contaminació mediambiental) i l'exploració de l'univers són només una visió de diversos temes nous. El museu pot dividir-se en les següents àrees:

### Galeria principal
La Galeria Principal, amb aproximadament 1000 metres quadrats, alberga l'exposició principal anomenada "Noves visions de la humanitat", que se centra en temes com la biotecnologia, la robòtica, el prototip ràpid i el cos humà. Està separada en els següents quatre anomenats "Laboratoris":
- Brain-Lab: aquesta àrea se centra en el cervell humà, la percepció i els avanços en medicina.
- Bio-Lab: en aquest laboratori, l'enfocament està en la biotecnologia i les seves aplicacions.
- Fab-Lab: aquest laboratori s'ocupa de les noves possibilitats que ofereixen les impressores 3D i la creació ràpida de prototips.
- Robatori-Lab: aquest laboratori s'ocupa de la robòtica així com de diferents sistemes protéticos.

La Galeria Principal conté una àrea especial per a nens que no està connectada temàticament amb l'exposició principal.

### Geo-ciutat
Geo City se centra en els desenvolupaments globals causats per la humanitat, com el creixement de la població i l'extracció de recursos naturals. Aquests esdeveniments mundials estan relacionats amb les possibles reaccions locals, que es visualitzen en un sistema d'informació interactiu de la ciutat anomenat Sim-Linz.

### Artistes, creadors, enginyers
Aquesta és la zona d'exposicions temporals que consta de la primera i segona planta de l'edifici original i se centra en els aspectes interdisciplinaris d'Ars Electronica i els seus col·laboradors. Pot trobar informació detallada sobre les exposicions actuals i futures en la pàgina web oficial.

### Espai profund
L'Espai Profund és una sala de presentació multifuncional que ofereix una àmplia gamma de possibilitats. Consta de dues parets (frontal i sòl) amb dimensions de 16:9 metres que serveixen com a pantalles per a 8 projectors Galaxy NH-12 de Barco. La gamma de projectes va des de vídeos d'alta resolució fins a visualitzacions científiques (3D) com un vol des del sistema solar fins a tot l'univers conegut i projectes artístics. Les dates dels esdeveniments especials relacionats amb les presentacions de l'Espai Profund es poden trobar en el lloc web oficial.

## FutureLab
El mateix edifici alberga l'Ars Electronica FutureLab, un lloc per a investigar i provar noves tecnologies cibernètiques. Vegeu també el Prix Ars Electronica, una cerimònia de premis anual que Ars Electronica atorga en el seu festival de ciberart. Des de 2004, un dels premis del Prix Ars Electronica porta a un jove innovador o a un equip d'innovadors al FutureLab durant un estiu per a desenvolupar una idea o tecnologia en cerns en mitjans electrònics.

## Festival
El festival anual d'Ars Electronica és una reunió d'artistes, científics i tecnòlegs, destinada a ser "un escenari per a l'experimentació, l'avaluació i la reinvenció". El festival sempre ha exercit una presència pública en Linz, muntant projectes a l'aire lliure a gran escala i celebrant conferències, debats i tallers en una àmplia gamma de llocs públics
Cada any el festival es dedica a un tema específic. El festival en 2014, del 4 al 8 de setembre, va tenir com a tema... El que es necessita per a canviar", és a dir, les formes en què es pot promoure el canvi social i la innovació. Va atreure a 579 participants i al voltant de 85.000 visitants.

### Presentacions en el festival de 2014
Una forma d'art conceptual, l'Art del Dispositiu ha estat descrit com "...una rebel·lió de la forma, prenent objectes quotidians i invertint-los per a dir-te una cosa diferent". Entre els exemples exhibits en el festival de 2014 estaven:
- "Otamatona" - un instrument musical amb forma de nota musical.
- "Simulador d'aliments", en el qual un sensor de pressió en la boca de l'usuari simula la sensació de mastegar menjar.
- "Bicicleta lenticular" - una bicicleta antiquada amb un carrusel de pantalla muntat sobre el manillar, coneguda com a "Cinema Sostenible Núm. 2" i creada per Scott Hessels.
- Un robot que realitza la mendicitat de carrer, fet de peces d'ordinador reciclades, amb veu i mans robòtiques.
- "Touchy", una "cambra humana", ideada per l'artista d'Hong Kong Eric Suiss.

### Àtoms intel·ligents
Una versió anomenada "Àtoms intel·ligents: versió spaxels" va ser desenvolupada pel Futurelab d'Ars Electronica i presentada en el festival de 2014.

## Prix Ars Electronica
El Prix Ars Electronica és un premi anual que s'atorga en diverses categories, "honrant la creativitat i la innovació en l'ús dels mitjans digitals". Els guanyadors dels premis són seleccionats per un jurat internacional d'experts de cinc persones, que poden proposar candidats per si mateixos. El premi pot concedir-se a persones, equips o organitzacions, i pot atorgar-se a una obra d'art específica o a una altra forma d'innovació. Grover (2008) ha descrit el premi de major rang, el Golden Nica, com "l'Oscar de l'art digital".
- El Premi es va atorgar per primera vegada en 1987, i des de llavors hi ha hagut diversos canvis en les categories. En 2014 hi havia 2.703 inscripcions de 77 països. Totes les entrades romanen en un arxiu en línia, el Prix Ars Electronica Showcase, que conté més de 55.000 articles.

### Categories de premis
Els premis del "Nica d'Or" (por valor de 10.000 euros), "Premis de Distinció" i "Mencions Honorífiques" s'otorguen en las següents categories:
- Animació per ordinador / Cinema / VFX
- Pioners visionaris de l'art dels mitjans
- Art Interactiu
- Música digital i art sonor
- Art Híbrid
- Comunitats digitals

També hi ha un pla de subvencions per a honrar i donar suport a les idees de promesa excepcional. Es coneix com "[la pròxima idea] voestalpine Art and Technology Grant".

### Notables guanyadors de premis
- 1987: "Luxo Jr.", dir. John Lasseter de Pixar (Golden Nica - Animació per ordinador).
- 1990: "Videoplace", de Myron Krueger (Golden Nica - Art Interactiu)
- 1994: "Parc Juràsic", de Dennis Muren, Mark Dippé i Steve Williams (Golden Nica - Animació per ordinador)
- 1999: "Motor de la diferència #3", per Lynn Hershman (Golden Nica - Art Interactiu)
- 2004: Wikipedia (Golden Nica- Comunitats Digitals)
- 2005: Processing, un llenguatge i entorn de programació dissenyat per a les arts electròniques (Golden Nica - Net Vision)64-65
- 2007: SymbioticA, Laboratori de Recerca Col·laborativa d'Art i Ciència de la Universitat d'Austràlia Occidental (Golden Nica - Art Híbrid)
- 2008: The Reactable de Sergi Jordà i altres (Golden Nica - Digital Music)
- 2009: Wikileaks (Premi de Distinció - Comunitats Digitals)

## Centre Ars Electronica
El centre es troba en un modern complex d'edificis al costat del Danubi. Actua com a base permanent i aparador d'Ars Electronica. La major part de l'espai s'utilitza per a exposicions i esdeveniments públics, amb un èmfasi en la interactivitat i la participació. Els temes principals són les ciències de la vida, les qüestions mediambientals i la preparació per als imminents desenvolupaments tecnològics amb possibles impactes en la societat.
També es preveuen conferències, tallers i recerca i desenvolupament. El centre va ser millorat i ampliat en 2009, coincidint amb el terme de Linz com a Capital Europea de la Cultura. És el museu més visitat de Linz.

## Ars Electronica FutureLab
El Futurelab, situat a l'Ars Electronica Center, és un centre d'experiència per a la recerca multidisciplinària i el desenvolupament de noves tecnologies cibernètiques. Compta amb un personal d'uns 35 membres d'equip permanent, i ofereix residències a artistes i investigadors establerts i emergents.
El Futurelab ha produït la infraestructura i el contingut per al Centre i el Festival. Més recentment s'ha compromès en projectes d'art i ciència amb universitats i el sector privat.

### ESPAXELES
Els Spaxels ("píxels de l'espai") han estat mostrats públicament com a estrena mundial en 2012 per Ars Electronica Futurelab. Els Spaxels són els elements individuals que formen una pantalla de Dron. Els drons controlats automàticament equipats amb Leds (= SPAXELS) - volen en formació per a crear aparents objectes tridimensionals contra el cel nocturn.

## Comentari
Trent Nathaniel Grover ha inclòs un apèndix sobre Ars Electronica en el seu llibre "Dream of the Techno-Shaman" (2008). Descriu les activitats de l'institut com "una plataforma única per a explorar, discutir, rastrejar i analitzar la interrelació entre l'art, la tecnologia i la societat". Aquest treball, argumenta, afirma el lloc de l'ésser humà en el centre dels processos tecno-culturals, com a "beneficiaris, víctimes i, sobretot, creadors i aplicadors de noves tecnologies". Observant que el ràpid ritme de la innovació tecnològica té profundes implicacions per a la cultura i la societat, presenta el paper d'Ars Electronica com un treball per a integrar els desenvolupaments tecnològics amb l'art i la societat en benefici de tots, i contrasta aquesta perspectiva amb la crida modernista a "l'art per l'art".
Grover conclou esperant que Ars Electronica "sigui capaç de mantenir la seva contínua cerca d'innovació i expansió perquè tots puguem beneficiar-nos i implicar-nos més en la integració de l'art, la tecnologia i la societat".

## Publicacions
Grover (2008) ha descrit l'obra publicada d'Ars Electronica com "una instantània convincent del desenvolupament tecnològic i artístic codependent amb un impacte social i cultural expansiu i durador".
- Cyberarts 98: .net, Art Interactiu, Animació per ordenador/Efectes Visuals, Música per ordinador, U19/Cybergeneración. Edició 98 (Edició en alemany i anglès). Publicat per Springer (1998). ISBN 9783211831359.
- Ars Electronica: Facing the Future: Un estudi de dues dècades (Cultura Electrònica: Història, Teoria i Pràctica). Publicat per The MIT Press (1999). ISBN 9780262041768.
- Avantguarda digital: Celebrant 25 anys d'Ars Electronica. Publicat per Ars Electronica, Linz (2004)
- Ars Electronica 2008: Una nova economia cultural - Els límits de la propietat intel·lectual. Publicat per Hatje Cantz (2008). ISBN 9783775722247.
- Ars Electronica 2013, editat per Hannes Leopoldseder, Christine Schöpf, Gerfried Stocker. Publicat per Hatje Cantz(2014). ISBN 9783775736305.